# Žurnal media
Žurnal media je bilo slovensko medijsko podjetje, kot hčerinska družba v 100% lasti podjetja Styria Media International AG.
Na slovenskem medijskem trgu je bilo prisotno s tremi proizvodi – tednikom Žurnal, dnevnikom Žurnal24 in spletnim portalom zurnal24.si. 
Styria International AG (SIAG) ima v Sloveniji v lasti še vedno 25,7-odstotni delež v časopisni hiši Dnevnik, d. d., 25-odstotni delež v založniški hiši Adria Media Ljubljana, d. o. o., ki izdaja revije, ter 40-odstotni delež v online portalu bolha.com.
7. maja 2014 je Žurnal Media zaradi odločitve lastnika nepričakovano ukinil vse tiskane izdaje in spletno mesto. Zagotovili so, da spletno mesto znova ne bo več osveženo. Tiskana edicija je poslednjič izšla naslednji dan, takoj po zaprtju. Službo je še isti dan izgubilo 55 honorarno in redno zaposlenih urednikov, novinarjev, fotografov, tehničnih in drugih delavcev podjetja.